# 利斯維爾 (加利福尼亞州)
利斯維爾（英語：Leesville）是位於美國加利福尼亞州科盧薩縣的一個非建制地區。該地的面積和人口皆未知。

## 地理
利斯維爾的座標為39°11′22″N 122°25′25″W / 39.18944°N 122.42361°W，而該地的平均海拔高度為435米（即1427英尺）。